# Bátis de Lâmpsaco
Bátis (ou Bates) de Lâmpsaco, foi aluna de Epicuro em Lâmpsaco no início do século III a.C.. Era a irmã de Metrodoro e esposa de Idomeneu. Quando seu filho morreu, Metrodoro escreveu para sua irmã oferecendo conforto, dizendo a ela que "todo o Bem dos mortais é mortal", e "que há um certo prazer semelhante à tristeza, e que se deveria dar caça a esse em tempos como estes". Epicuro, de sua parte, escreveu uma carta para Bátis sobre a morte de Metrodoro em 277 a.C..
Entre os vários fragmentos de letras descobertos entre os papiros na Herculano, alguns podem ter sido escritos por Bátis.